# Olesja Alieva
Pour les articles homonymes, voir Alieva.
Olejsa Alieva - (née le 17 août 1977) est une skieuse alpine russe.

## Carrière
Elle a commencé sa carrière en 1995, avant de participer à la Coupe du monde à partir de 1998. Elle entrera seulement trois fois dans les points, mais décroche un podium, une troisième place lors de la descente de Lenzerheide en mars 2000 à égalité avec Renate Götschl.
Durant sa carrière, elle participe aussi à deux éditions des Jeux olympiques en 1998 et 2006. 

## Palmarès

### Jeux olympiques
| Épreuve / Édition | Descente | Super G | Slalom géant | Slalom | Combiné |
| JO 1998 Nagano    | —        | 37e     | —            | —      | —       |
| JO 2006 Turin     | 33e      | 42e     | Disqualifiée | —      | —       |

Légende :
- — : Olejsa Alieva n'a pas participé à cette épreuve

### Coupe du monde
- Meilleur classement général : 79e en 2000.
- 1 podium : 1 troisième place.

### Coupe d'Europe
- 2 podiums.